# Paul Temple und der Fall Margo
Paul Temple und der Fall Margo ist ein achtteiliges Hörspiel aus der Paul-Temple-Reihe von Francis Durbridge, das der WDR im Jahre 1961 produzierte und in der Zeit vom 23. Februar bis 13. April 1962 erstmals ausstrahlte. Die gesamte Spieldauer beträgt 314 Minuten.

## Folgentitel
Die einzelnen Folgen der früheren Mehrteiler waren noch mit separaten Untertiteln versehen. Ab dem Lawrence-Fall hat man, mit Ausnahme des Genf-Falles, beim WDR offensichtlich darauf verzichtet.

## Handlung
Der Schriftsteller und Privatdetektiv Paul Temple lernt auf dem Rückflug von einer Vortragsreise durch die USA den amerikanischen Verleger Mike Langdon kennen. Der soll im Auftrag seines Londoner Chefs George Kelburn verhindern, dass dessen Tochter Julia den Schlagersänger Tony Wyman heiratet.
Steve Temple, die ihren Mann nach dessen Ankunft in London abholen wollte, ist spurlos verschwunden. Schnell wird klar, dass es sich um eine Entführung handelt. Die Polizei findet ihren Wagen auf dem Parkplatz des Flughafens. Auf dem Rücksitz liegt ein Mantel, der aber nicht Steve gehört. Am Kragen ist ein Firmenschild mit dem Aufdruck Margo eingenäht. Stunden später wird Steve auf dem Londoner Bahnhof Euston wieder freigelassen. Sie erzählt Paul, dass man sie nur zur Warnung und zum Beweis, dass es möglich sei, entführt habe. Doch die Temples sind augenblicklich in keinen Fall verwickelt. Kommissar Raine, der nichts über die Herkunft des Mantels ermitteln konnte, berichtet Temple, dass Scotland Yard zurzeit einen Fall bearbeitet, in dem es um eine groß angelegte Organisation gehe, bei der verschiedene Banden und Einzeltäter schwere Einbrüche verüben, um die Beute anschließend an einen Hehler weiterzuleiten, der allgemein unter dem Namen Oak bekannt ist. Steve berichtet von einer früheren Freundin namens Linda, die inzwischen die zweite Ehefrau des schwerreichen George Kelburn geworden ist. Linda habe vor einigen Tagen am Telefon gesagt, dass sie unbedingt mit Paul reden müsse, dies aber ein paar Tage später bei einer persönlichen Begegnung bestritten.
Mike Langdon bittet Paul, Erkundigungen über Tony Wyman einzuziehen, der nach eigener Aussage bestreitet, irgendeine nähere Beziehung zu Julia Kelburn zu unterhalten. Mitten in der Nacht ruft Mrs Kelburn bei Temple an und behauptet, dass ihre Stieftochter Julia ermordet werden solle. Am nächsten Morgen fischt die Polizei Julias Leiche aus der Themse. Das Mädchen, das offensichtlich erwürgt worden ist, trug einen Mantel, in dessen Kragen ebenfalls das Firmenschild Margo angebracht war. Kelburn bittet Temple um Hilfe. Seine Frau Linda bestreitet allerdings den nächtlichen Anruf.
Tony Wyman erzählt Temple von Julia Kelburn und darüber, dass sie bei einem Psychiater namens Benkaray in Behandlung war. Dann wird der Wagen, in dem Temple und Wyman sitzen, von einem anderen Fahrzeug absichtlich gerammt, was der Fahrer, ein gewisser Ted Angus, aber vehement bestreitet. Wyman hat, wie offenbar beabsichtigt, einen Riesenschreck davongetragen.
Auf der Suche nach einem Hersteller oder Modesalon Margo erfährt Steve in einem Modegeschäft in der Bond Street zufällig die Privatadresse von Frau Dr. Benkaray in Kent, deren Londoner Praxis offenbar für längere Zeit geschlossen ist. In der Nähe ihres Hauses entdecken die Temples den schwer misshandelten Ted Angus. Kurz bevor er stirbt, rät er Temple, Mrs Fletcher nach dem Mantel zu fragen. Mrs Fletcher, die früher für Dr. Benkaray gearbeitet hat, betreibt seit einiger Zeit zusammen mit ihrem Sohn Bill in der Gegend eine Tankstelle mit Reparaturwerkstatt. Unklar ist den Leuten allerdings, woher sie das Geld für den Betrieb genommen hat. Es wird spekuliert, dass Dr. Benkaray die Geldgeberin gewesen sein könnte. Mrs Fletcher behauptet Temple gegenüber, nichts von Ted Angus und dem Mantel zu wissen. Der Gastwirt Harcourt erinnert sich daran, Julia Kelburn vor einem halben Jahr zu Gast gehabt zu haben. Auch Mike Langdon scheint dort aufgetaucht zu sein.
Wieder zu Hause erfahren die Temples von Kommissar Raine und seinem Chef Sir Graham Forbes, dass Julia Kelburn rauschgiftsüchtig war. Kelburn bittet Temple, seine Nachforschungen einzustellen, da er keinen Sinn mehr darin sehe. Nach einem Besuch bei Wyman im Club 21 erkennt Paul in einem Sportwagen Linda Kelburn und Larry Cross, den Sekretär von Dr. Benkaray. Steve erkennt in ihm einen ihrer Entführer. Nur dank einer telefonischen Warnung von Mrs Fletcher bleibt Steve bei der Explosion einer Paketbombe in ihrem Ankleidezimmer unverletzt.
Von Bill Fletcher erfährt Temple, dass seine Mutter eine heftige Auseinandersetzung mit Mike Langdon hatte. Sie weigerte sich, einen Mantel zu einer Person namens Margo nach Brighton zu bringen, was sie früher offenbar regelmäßig im Auftrag von Dr. Benkaray gemacht hatte. Als Langdon sie vor den Folgen ihres Handelns  warnte, meinte sie nur, dass es genüge, Benkaray mit dem Namen Edgar Northempton zu konfrontieren. Die Temples fahren nach Brighton, auch um eine mysteriöse Freundin Julias namens Fiona Scott zu suchen, die sowohl Kelburn als auch Wyman erwähnt hatten. In einer Bank in dem kleinen Ort Tenterhurst lernt Temple den dortigen Direktor Edgar Northempton kennen, der Mrs Fletcher vor einiger Zeit beraten hat.
Als die Temples im Palace-Hotel in Brighton ankommen, treffen sie Langdon und Kelburn, der möchte, dass der Detektiv seine Frau beschattet, da diese möglicherweise ein Verhältnis mit einem anderen Mann haben könnte. Paul und Steve verabreden sich telefonisch mit Fiona Scott für den Abend in einem abgelegenen Landhaus an der Küste. Durch einen ominösen Anruf von Mrs Fletcher stoßen die Temples in einem Vergnügungspark in der Nähe auf die Wahrsagerin Margo. Sie warnt Steve vor einem Autounfall, der etwas mit einem Delfin zu tun haben könnte. Über der Einfahrt zum Breakwater-Haus, dem Treffpunkt mit Miss Scott, befindet sich eine steinerne Skulptur, die einem Delfin nachempfunden ist. Einige Meter weiter entdeckt der vorsichtig fahrende Paul ein Stahlseil, das mitten über den Weg gespannt ist und offensichtlich als Falle vorgesehen war. In dem völlig leeren Breakwater-Haus finden die Temples den schwer misshandelten Tony Wyman. Nur mit Mühe können die drei das Haus wieder verlassen, da es inzwischen in Brand gesetzt worden ist. Als sie das Grundstück wieder verlassen wollen, finden sie das schwere Eingangstor verschlossen vor und den Zaun unter Starkstrom gesetzt. Kelburn und Langdon tauchen vor dem Tor auf und behaupten, von Temple schriftlich dorthin bestellt worden zu sein.
Bei der Durchsuchung von Breakwater-Haus findet die Polizei Fingerabdrücke von dem inzwischen in Untersuchungshaft einsitzenden Einbrecher und Juwelenräuber Midge Harris. Der Reporter Ken Sinclair vermutet, dass hinter Harris der berüchtigte Oak steht. Mit einem Trick gelingt es Paul Temple, Harris zum Sprechen zu bringen. So erfährt Temple von einem gewissen Oskar, der als Mittelsmann zwischen den Juwelenräubern und dem Oak fungiert.
Mrs Fletcher erzählt Steve, dass sie als Botin nicht wissend für den Oak gearbeitet hätte. Als sie dahinterkam, hatte sie die Organisation belastende Dokumente in einem Banksafe bei Edgar Northemptons Bank deponiert, damit sie gefahrlos aussteigen konnte. Nun hat sie Tankstelle und Werkstatt auf ihren Sohn überschreiben lassen, um selbst England in Richtung Australien zu verlassen. Aber auch die Kelburns, die sich wieder versöhnt haben, wollen das Land verlassen, genauso wie Dr. Benkaray und ihr Sekretär Larry Cross. Temple spürt, dass die Zeit knapp wird, da die Organisation offenbar in Auflösung begriffen ist. Mit Hilfe von Scotland Yard lässt er die Nachricht von einem angeblichen Juwelenraub in der Bond Street verbreiten und bietet Oskar kurz darauf die Ware zum Kauf an. Als Beweis lässt er ein Armband, das Teil der Beute sein soll, aber tatsächlich seiner Frau gehört, bei dem Zwischenhändler, damit dieser es zur Überprüfung an den Oak weitergeben kann. Da Temple inzwischen die Identität des Oaks kennt, beauftragt er den ehemaligen Fassadenkletterer Wally Stone, das Armband aus dessen Villa zu stehlen.
Kurz vor ihrem Abflug nach Melbourne erfährt Mrs Fletcher von Steve, dass ihr Sohn von einem Auto überfahren und dabei sehr schwer verletzt worden ist. Daraufhin erzählt sie Steve, dass sich die Bande seit einiger Zeit auch mit Rauschgifthandel beschäftigt und dass die Mäntel, die sie zur Wahrsagerin Margo bringen sollte, zur Verteilung des Rauschgiftes genutzt wurden. Im Auftrag von Temple erklärt Mrs Fletcher Dr. Benkaray, dass sie nun bereit wäre, die belastenden Unterlagen dem Oak, aber nur ihm persönlich, auszuhändigen. Die Übergabe soll am späten Abend in der Tankstelle vorgenommen werden. Doch in die Falle geht nicht der Oak, sondern der von ihm vorgeschickte Mike Langdon. Er war es, der Julia Kelburn, die ebenfalls Mitglied der Bande war, erwürgte, da sie damit drohte, zur Polizei zu gehen. Außerdem verriet Julia die Identität des Oaks an Tony Wyman, der dann versuchte, diesen zu erpressen.
Als Kelburn und seine Frau das Land auf einem Passagierschiff verlassen wollen, tauchen Temple und die Polizei bei ihnen auf. Bevor Kelburn, der Oak, verhaftet werden kann, verübt er mit Tabletten Selbstmord. Auch Benkaray und ihr Sekretär werden verhaftet. Bill Fletcher, der von Larry Cross überfahren wurde, ist inzwischen auf dem Wege der Besserung.

## Besetzung
- René Deltgen: Paul Temple
- Annemarie Cordes: Steve, seine Frau
- Kurt Lieck: Sir Graham Forbes
- Herbert Hennies: Charlie, Diener der Temples
- Manfred Heidmann: Kommissar Raine
- Siegfried Wischnewski: George Kelburn
- Lola Müthel: Linda Kelburn
- Heinz Schimmelpfennig: Mike Langdon
- Ursula von Reibnitz: Dr. Benkaray
- Friedrich W. Bauschulte: Larry Cross
- Lilly Towska: Mrs. Fletcher
- Harald Meister: Bill Fletcher
- Karl Heinz Bender: Tony Wyman
- Frank Barufski: Ted Angus
- Karl Brückel: Fred Harcourt
- Carla Neizel: Mrs. Harcourt
- Heinz von Cleve: Edgar Northempton
- Erika Kiessler: Wahrsagerin Margo
- Margot Ziegler: Stewardess / Fiona Scott
- Alwin Joachim Meyer: Midge Harris
- Harry Grüneke: Wally Stone
- Matthias Deltgen: Ken Sinclair
- Heinrich Hermecke: Oskar
- Fritz Leo Liertz: Wilson, Bankbeamter
- Manfred Brückner: Kriminalinspektor Burton
- Wolf Schlamminger: Inspektor Milton
- Bernd M. Bausch: Gefängnisdirektor
- Ingeborg Schlegel: Mrs. Perkins
- Lotti Krekel: Hausmädchen Mary
- Heinz Schacht: Vikar
- Annelie Jansen: Elsie Jackson
- Mira Hinterkausen: Oberschwester
- u. v. a.

- Deutsch von Marianne de Barde und John Lackland
- Musik: Hans Jönsson
- Regie: Eduard Hermann

## Veröffentlichungen
- Paul Temple und der Fall Margo ist beim Audio Verlag auf CD und MC erschienen (ISBN 3-89813-236-6).